# Tessa de Loo

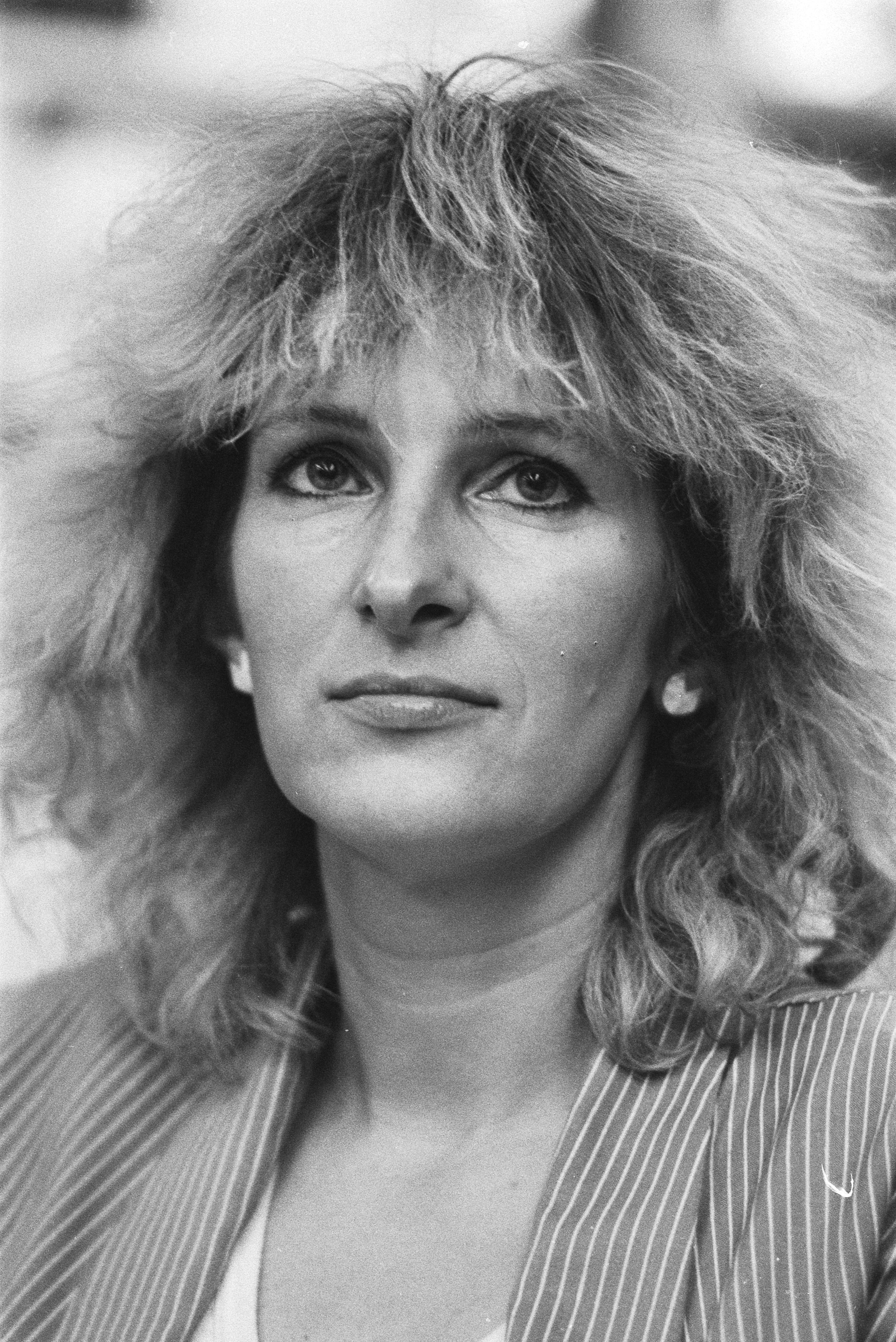
Tessa de Loo, 1983

Tessa de Loo (* 15. Oktober 1946 in Bussum, Niederlande) ist das Pseudonym der niederländischen Schriftstellerin Johanna Tineke Duyvené de Wit.
De Loo studierte Niederländische Sprache und Literaturwissenschaft in Utrecht. Nach einer mehrjährigen Tätigkeit als Lehrerin veröffentlichte Tessa de Loo 1983 ihren ersten Band mit Erzählungen, Die Mädchen von der Süßwarenfabrik, für den sie mit dem Goldenen Eselsohr ausgezeichnet wurde. Ihr Roman Die Zwillinge wurde 1994 mit dem Von-der-Gablentz-Preis und dem Publieksprijs ausgezeichnet und 2002 verfilmt unter der Regie von Ben Sombogaart mit Thekla Reuten, Ellen Vogel, Nadja Uhl und Gudrun Okras in den Hauptrollen.
Tessa de Loo war verheiratet und hat einen Sohn. Sie lebt in Portugal.

## Werke

### Romane
- 1986: Meander, Verlag Singel-Uitgevers, 277 S., ISBN 978-90-295-2897-9.[2]
- 1993: De tweeling, 416 S., Verlag De Arbeiderspers, ISBN 978-90-295-3956-2. (verfilmt 2002)
  - Die Zwillinge. Deutsch von Waltraud Hüsmert, Verlag btb, 1997, 479 S., ISBN 978-3-442-72161-0.
- 1998: Een varken in het paleis, Verlag Singel Uitgeverijen, 294 S., ISBN 978-90-295-8007-6.
  - Der Traumpalast. Eine Reiseerzählung. Deutsch von Waltraud Hüsmert, Verlag Bertelsmann, 2000, 317 S., ISBN 978-3-570-00341-1.
- 2000: Een bed in de hemel, Verlag Singel Pockets, 141 S., ISBN 978-90-413-3111-3.
  - Der gemalte Himmel. Deutsch von Waltraud Hüsmert, Verlag btb, 2003, ISBN 978-3-442-73086-5.
- 2004: De zoon uit Spanje, Verlag De Arbeiderspers, 173 S., ISBN 978-90-295-2817-7.
  - Der Sohn aus Spanien. Deutsch von Waltraud Hüsmert. btb-Verlag, 2007, 208 S., ISBN 978-3-442-73650-8.
- 2008: Harlekino of Het boek van de twijfel, Verlag Singel Uitgeverijen, 555 S., ISBN 978-90-295-7369-6.
- 2011: Verraad me niet, Verlag ECI B.V. (inzake New Book uitg), 191 S., ISBN 978-90-295-7872-1.
- 2013: Kenau, Verlag Singel Uitgeverijen, 304 S., ISBN 978-90-295-3867-1.
- 2014: Een goed nest, Verlag Singel Uitgeverijen, 240 S., ISBN 978-90-295-8938-3.

### Novellen und Erzählungen
- 1983: De meisjes van de suikerwerkfabriek, Erzählungen, ISBN 90-364-0578-5
  - Die Mädchen von der Süßwarenfabrik. Erzählungen. Deutsch von Rosemarie Still. Deutscher Taschenbuch Verlag, München 1994, ISBN 3-423-11944-6
- 1987: Het rookoffer. Boekenweekgeschenk (Bücherwoche-Geschenk)
- 1988: Het mirakel van de hond, Novelle. Verlag Uitgeverij de Geus B.V., 51 S., ISBN 978-90-70610-76-0
- 1989: Isabelle, Novelle, ISBN 90-295-7526-3. (verfilmt 2011)
  - Schönheit, komm, der Tag ist halb vergangen. dtv, München 1993, ISBN 3-423-11738-9
- 1995: Alle verhalen tot morgen, Verlag Singel Uitgevers, ISBN 978-90-295-2890-0 (enthält De meisjes van de suikerwerkfabriek, Het rookoffer, Het mirakel van de hond, Isabelle und De vuurdoop)
- 1999: Een gevaar op de weg: autoportretten (Mitautorin), Verlag Singel Uitgevers, ISBN 978-90-295-2774-3
- 2010: Daan. Een Portugees op voetkussentjes van fluweel, Erzählung, ISBN 978-90-295-7414-3

### Essays
- 1997: Toen zat Lorelei nog op de rots (Essay).

## Verfilmungen
- 2002: Die Zwillinge (Regie: Ben Sombogaart) (Auszeichnungen: Goldenes Kalb, Oscar-Nominierung)
- 2011: Isabelle (Regie: Ben Sombogaart)

## Auszeichnungen
- 2003: Goldenes Kalb in der Kategorie Bester Spielfilm für Die Zwillinge
- 1994: Von-der-Gablentz-Preis für Die Zwillinge
- 1994: Publieksprijs für Die Zwillinge
- 1984: Gouden Ezelsoor für De meisjes van de suikerwerkfabriek
- 1984: Anton-Wachter-Preis für De meisjes van de suikerwerkfabriek

### Nominierungen
- 2010: Euregio-Schüler-Literaturpreis für Die Zwillinge
- 2005: Gouden Doerian für De zoon uit Spanje
- 2004: Oscar in der Kategorie Bester fremdsprachiger Film für Die Zwillinge